# Рудник Шокаш
Рудник Шокаш – гірничодобувний майданчик на північному заході Казахстану.
Титано-цирконієве родовище Шокаш відкрили у 1986-му та дорозвідали протягом 1990-х років. Видобуток з нього почали у 2001-му та вели більше десяти років, після чого в 2013 – 2014 роках припинили через питання, пов’язані із переоформленням прав власності. З 2015-го розробка відновилась.
Первісно річна потужність сезонного гірничо-збагачувального комплексу Шокаш становила 120 тисяч тон руди. Станом на 2021-й тут видобули 749 тис м3 та розпочали діяльність з отримання дозволу на подальшу розробку до 2033-го із проектним річним видобутком на рівні 193 тис м3.
Видобуток ведеться відкритим способом, причому через невелику глибину залягання пісків станом на початок 2020-х максимальна глибина кар’єрів не перевищувала 9 метрів.
Облаштування родовища надало можливість продукувати ільменітовий та рутил-цирконієвий концентрат, причому лише перший відноситься до товарної продукції. В другій половині 1990-х розділення колективного концентрату намагались організувати на Лисаковському гірничо-збагачувальному комбінаті, а з 2005-го рутил-цирконієвий продукт проходить переробку на заводі феросплавів у Актобе, де з нього продукують товарні рутиловий, цирконієвий, лейкоксеновий та ільменітовий концентрати.   
Розробку родовища веде концерн «Казхром».